# Puthalam
Puthalam è una suddivisione dell'India, classificata come town panchayat, di 11.828 abitanti, situata nel distretto di Kanyakumari, nello stato federato del Tamil Nadu. In base al numero di abitanti la città rientra nella classe IV (da 10.000 a 19.999 persone).

## Geografia fisica
La città è situata a 08° 06' 32 N e 77° 27' 60 E.

## Società

### Evoluzione demografica
Al censimento del 2001 la popolazione di Puthalam assommava a 11.828 persone, delle quali 5.922 maschi e 5.906 femmine. I bambini di età inferiore o uguale ai sei anni assommavano a 1.183, dei quali 583 maschi e 600 femmine. Infine, coloro che erano in grado di saper almeno leggere e scrivere erano 9.758, dei quali 5.035 maschi e 4.723 femmine.